# Codiaeum megalanthum
Codiaeum megalanthum är en törelväxtart som beskrevs av Elmer Drew Merrill. Codiaeum megalanthum ingår i släktet Codiaeum och familjen törelväxter.
Artens utbredningsområde är Filippinerna. Inga underarter finns listade i Catalogue of Life.